# 혼다 다다카즈
혼다 다다카즈(일본어: 本多忠籌, 1740년 1월 6일 ~ 1813년 1월 17일)는 에도 시대 중기의 다이묘이다. 에도 막부에선 노중격(老中格)을 맡았다. 무쓰 이즈미번 제2대 번주를 지냈다. 다다모치계 혼다가(忠以系本多家) 제5대 당주. 간세이 3충신(寛政の三忠臣) 중 한 명으로 불린다. 아명은 유노신(雄之進), 통칭은 오쿠라(大蔵).
이즈미 번의 초대 번주인 혼다 다다유키의 장남으로, 에도에서 태어났다. 1754년 음력 8월 29일, 부친의 은거로 가문을 계승하였다. 학문을 좋아하는 다이묘로, 사토 노부스에로부터 경세론을 배워, 번 통치에 적용하려 하였다. 또 나카자와 도니에게 심학을 배워서, 나중에 심학을 통해 마쓰다이라 사다노부와 친교를 맺게 된다. 번 정치에 있어서는 향장제(鄕藏制)를 창설하여 기근용 식량을 비축했고, 낙태를 금지하였다. 또한 학문도장 선교사(善敎舍)를 개설하여 인심의 교화육성에 힘썼다.
1788년에 소바요닌에 임명되었고, 종4위하, 단조다이히쓰 직위에 올랐다. 1790년에는 노중격, 시종이 되면서 막부의 간세이 개혁에 참여하였는데, 일찍부터 국방의 필요성을 통감하고 모가미 도쿠나이의 「에조소시(蝦夷草紙)」에 영향을 받아, 에조치를 막부 직할령으로 하여 개척을 진행해서 러시아의 남하정책에 대항할 것을 주장했다. 이 주장은 에조치를 황야인 채로 두고 종전대로 마쓰마에번에게 통치하게 해야 한다는 입장을 가졌던 마쓰다이라 사다노부가 받아들이지 않아, 다다카즈가 로주로 재임중일 때는 시행되지 않았으나, 사임 후인 1818년에 비로소 에조치의 직할령화가 실현되었다.
1798년에 로주직을 사임하였고, 1799년 음력 10월 23일, 서장자 다다시게에게 가독을 잇게하고 은거하였다. 적자 다다오가 있었으나 21세 때 폐적되어서 다다시게가 그 뒤를 이은 것이다. 이후 유유자적한 생활을 보내다가 1812년에 74세의 나이로 병사하였다.
저서로는 기행문 「기리노우미(霧の海)」, 「모도리가사(戻り笠)」, 「여행 일기」 등 다수가 있다.
| 전임 혼다 다다유키 | 제2대 이즈미번 번주 (혼다가) 1754년 ~ 1799년 | 후임 혼다 다다시게 |

| 전임 마쓰다이라 노부아키라 | 에도 막부 소바요닌 1788년 ~ 1790년 | 후임 도다 우지노리 |